# Béla Szilassy
Béla Szilassy (5. července 1881 Boľkovce – 16. prosince 1962 Pekin, Illinois)) byl československý politik a meziválečný senátor Národního shromáždění za Maďarskou národní stranu.

## Biografie
Vystudoval právo v Kluži a působil jako statkář v Lučenci. Po vzniku ČSR začal organizovat maďarskou menšinu na východě republiky a předsedal platformě Společný výbor spojených opozičních stran na Slovensku a Podkarpatské Rusi (Szlovenszkói és Ruszinszkói Szövetkezett Ellenzéki Pártok Közös Bizottsága) ustavené v prosinci 1920 na sněmu ve Starém Smokovci, v níž se kromě hlavních maďarských stran sešly i menší strany německé menšiny na východě státu. Patřil mezi zakladatele formace Zemská strana zemědělců a malorolníků, která se roku 1925 přetvořila na Maďarskou národní stranu se Szilassym jako jedním z jejích místopředsedů.
Koncem 20. let jeho vliv ve straně rostl. Představoval křídlo ostře kritické vůči československému státu. V parlamentních volbách v roce 1929 získal za Maďarskou národní stranu senátorské křeslo v Národním shromáždění. Senátorem byl do roku 1935. Znovu se do parlamentu dostal s jistým odstupem po parlamentních volbách v roce 1935. V roce 1937 se totiž senátor József Törköly vzdal mandátu a nahradil ho Béla Szilassy. Ve volbách v roce 1929 i 1935 Maďarská národní strana kandidovala v koalici se Zemskou křesťansko-socialistickou stranou (další maďarská menšinová strana). V roce 1936 se obě strany trvale sloučily, čímž vznikla Sjednocená maďarská strana. V horní komoře zasedal Szilassy do října 1938, kdy ztratil mandát v důsledku změn hranic Československa.
Profesí byl statkářem v Lučenci.
Po první vídeňské arbitráži a anexi jižního Slovenska Maďarskem byl v letech 1938–1940 státním tajemníkem maďarské vlády pro otázky Horní země. V letech 1939–1944 působil jako vládní komisař pro otázky revize pozemkové reformy provedené československým státem. V prosinci 1944 uprchl před postupující sovětskou armádou do Regensburgu v Německu. V roce 1948 v Mnichově založil Národní výbor slovenských Maďarů (Szlovákiai Magyarok Nemzeti Bizottmánya) a v roce 1950 přesídlil do USA, kde až do své smrti působil jako předseda maďarského exilového výboru.